# My Plague (New Abuse Mix)
My Plague (New Abuse Mix) è un singolo degli Slipknot, pubblicato l'8 luglio 2002 come unico estratto dalla colonna sonora del film Resident Evil.

## Descrizione
Si tratta di una versione rivisitata dell'omonimo brano contenuto nel secondo album in studio del gruppo, Iowa.

## Tracce
CD singolo (Europa)
1. My Plague (New Abuse Mix) – 2:59
2. The Heretic Anthem (Live) – 3:42
3. (sic) (Live) – 3:39
4. My Plague (New Abuse Mix) (Video) – 3:05

CD promozionale (Stati Uniti)
1. My Plague (New Abuse Mix) – 2:59

## Formazione
- (#0) Sid Wilson – giradischi
- (#1) Joey Jordison – batteria, missaggio
- (#2) Paul Gray – basso
- (#3) Chris Fehn – percussioni, cori
- (#4) Jim Root – chitarra
- (#5) Craig Jones – campionatore
- (#6) Shawn Crahan – percussioni, cori
- (#7) Mick Thomson – chitarra
- (#8) Corey Taylor – voce

## Classifiche
| Classifica (2002) | Posizione massima |
| ----------------- | ----------------- |
| Regno Unito       | 43                |